# 루나사에서 춤을 (영화)
《루나사에서 춤을》(Dancing at Lughnasa)은 미국에서 제작된 팻 오코너 감독의 1998년 드라마, 멜로/로맨스 영화이다. 희곡 《루나사에서 춤을》에 기반을 둔다. 메릴 스트립 등이 주연으로 출연하였고 노엘 피어슨 등이 제작에 참여하였다.

## 출연

### 주연
- 메릴 스트립
- 마이클 갬본

### 조연
- 캐서린 맥코맥
- 캐시 버크
- 제라드 맥솔리
- 소피 톰슨
- 브리드 브레넌
- 리스 이판
- 로칸 크래니치
- 존 카바나흐
- 마리 뮬렌
- 돈 브래드필드